# Луфен (Юньнань)
Луфен (кит. спр. 禄丰市, піньїнь: Lùfēng Shì) — місто-повіт в китайській провінції Юньнань, Чусюн-Їська автономна префектура.

## Географія
Луфен розташовується на заході Юньнань-Гуйчжоуського плато — висота понад 1000 метрів над рівнем моря нівелює спекотний клімат низьких широт.

### Клімат
Місто знаходиться у зоні, котра характеризується океанічним кліматом субтропічних нагір'їв. Найтепліший місяць — червень із середньою температурою 21.9 °C. Найхолодніший місяць — січень, із середньою температурою 8.5 °С.
| Клімат Луфена           | Клімат Луфена | Клімат Луфена | Клімат Луфена | Клімат Луфена | Клімат Луфена | Клімат Луфена | Клімат Луфена | Клімат Луфена | Клімат Луфена | Клімат Луфена | Клімат Луфена | Клімат Луфена | Клімат Луфена |
| Показник                | Січ.          | Лют.          | Бер.          | Квіт.         | Трав.         | Черв.         | Лип.          | Серп.         | Вер.          | Жовт.         | Лист.         | Груд.         | Рік           |
| Середній максимум, °C   | 18,1          | 20,5          | 23,6          | 26,7          | 27,5          | 27,3          | 26,8          | 27,1          | 25,8          | 23,6          | 20,4          | 17,6          | 23,8          |
| Середня температура, °C | 8,5           | 10,6          | 14            | 17,8          | 20,7          | 21,9          | 21,6          | 21            | 19,7          | 17,2          | 12,6          | 8,9           | 16,2          |
| Середній мінімум, °C    | 1             | 2             | 5,1           | 9,3           | 14,6          | 17,8          | 18,1          | 17,3          | 16            | 13,3          | 7,6           | 2,9           | 10,4          |
| Норма опадів, мм        | 13.5          | 15.3          | 15.4          | 25.6          | 83.7          | 159           | 198.9         | 184.7         | 118.8         | 77.7          | 33.7          | 10.9          | 937.2         |
| Вологість повітря, %    | 75            | 67            | 63            | 61            | 57            | 79            | 84            | 84            | 83            | 82            | 81            | 80            | 74.7          |
| ----------------------- | ------------- | ------------- | ------------- | ------------- | ------------- | ------------- | ------------- | ------------- | ------------- | ------------- | ------------- | ------------- | ------------- |
| Джерело: data.cma.cn    |               |               |               |               |               |               |               |               |               |               |               |               |               |